# Anthony Andrews
Anthony Andrews, teljes születési nevén Anthony Corin Gerald Andrews (Finchley, London, Egyesült Királyság, 1948. január 12. –) Golden Globe-díjas brit színpadi és filmszínész, számos Agatha Christie-filmben a Tommy és Tuppence Beresford páros egyik tagja. A király beszéde című filmben Baldwin miniszterelnököt alakította.

## Élete

### Származása, pályakezdése
Észak-London Finchley kerületében született és nevelkedett. Apja Stanley Thomas Andrews zenész, anyja Geraldine Agnes Cooper táncosnő volt. Nyolcéves korában táncolni tanult, első színpadi szerepe a „fehér nyúl” volt az Alice Csodaországban gyermek-előadásán. Az iskolában visszahúzódó és félénk gyerek volt, diszlexiában szenvedett egészen addig, míg egy iskolai színielőadáson megkapta Pallasz Athéné szerepét, és tanára segítségével kiválóan megtanulta szerepét. Tizenhét évesen otthagyta az iskolát.

### Színészi pályája
Sokféle munkát kipróbált, dolgozott ételfutárként, farmerként, újságíróként. Később a chichesteri színháznál kapott állást. Itt színpadmesteri és helyettesítő színészi munkát végzett. 1968-ban Alan Bennett új darabjában, a Forty Years On-ban szerepet kért magának. Az első világháború idején játszódó darabban John Gielgud egy brit állami iskola igazgatóját játszotta. Andrews megkapta Skinner szerepét, a húsz iskolás diák egyikéét, akiken nyomon hagytak háborús viszonyok. Másfél éven át dolgozott Gielgud mellett.
Játszotta Fosco grófot a The Woman in White c. darabban, Higgins professzort a My Fair Lady c. musicalben (2001), Manders lelkipásztort Ibsen: Kísértetek c. drámájában. Több szezonban vendégszerepelt a New Shakespeare Company társulatában, és visszatérő szereplője volt Chichester Festival Theatre eseményeinek.
Gyakran szerepelt a televízióban. 1975-ben Stockbridge márkit alakította az Upstairs, Downstairs című sorozatban. 1981-ben a homoszexuális Sebastian Flyte szerepét játszotta az Evelyn Waugh regényéből készült Utolsó látogatás (Brideshead Revisited) című tévésorozatban Jeremy Irons ls Claire Bloom mellett. A szerep nemzetközi elismertséget hozott neki. BAFTA-díjat és Golden Globe-díjat kapott érte.
1982-ben az Ivanhoe-tévésorozatban ő volt Wilfred of Ivanhoe, a Vörös Pimpernel-filmben a címszerepet, Sir Percy Blakeney-t, a Vörös Pimpernelt alakította. 1985-ban Stuart Cooper rendező A.D. (Anno Domini című ókori történelmi filmsorozatában Néró császárt alakította. 1987-ben a Dr. Jekyll és Mr. Hyde különös esete c. horror-tévéfilmben ő volt a kettős címszereplő, a meghasadt személyiségű Dr. Jekyll és Mr. Hyde. 1989-ben az amerikai Columbo-sorozat egyik epizódjában ő játszotta Elliott Blake-et, a nyaktilós trükkös gyilkost. 
Testére szabott szerepet kapott több Agatha Christie-filmben: a 2006-os Balhüvelykem bizsereg című feldolgozásban a Tommy és Tuppence Beresford nyomozópáros férfi tagját alakította. Jólnevelt, finom viselkedésű, de határozottan intézkedő úriember karakterét alakította, női partnere Greta Scacchi volt. Tom Hooper rendező 2010-es A király beszéde című életrajzi játékfilmjében Andrews formálta meg Stanley Baldwint, Nagy-Britannia korabeli miniszterelnökét.

### Produceri munkája
A színészi munka mellett Andrews producerként is működött. 1991-ben ő készíttette el brit-szovjet együttműködésben a Lost in Siberia (Zatyerjannij v Szibiri) című filmet, amely a sztálini idők Gulag-világában játszódik. A film egyik főszerepét is ő játszotta, egyetlen angolként a szovjet színészek között. Ugyancsak ő volt a producere az 1995-ös Megkísértve (Haunted) című horrorfilmnek, amelynek egyik főszerepében szintén megjelent, Kate Beckinsale, John Gielgud és Anna Massey mellett.

### Magánélete

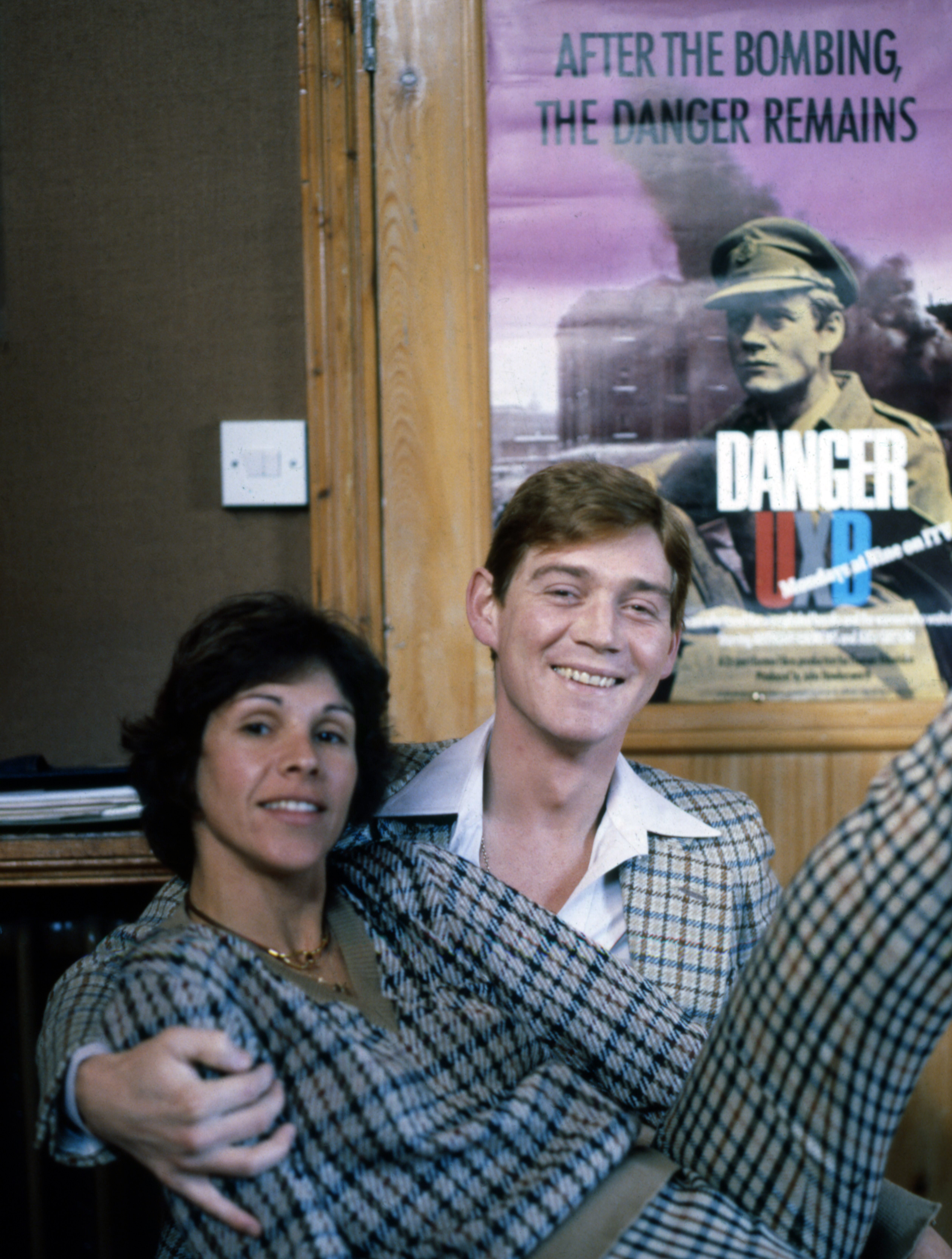
Feleségével, Georgina Simpsonnal, 1979 után (Allan Warren fotója)

1971. december 1-jén feleségül vette Georgina Simpson (*1946) egykori színésznőt, a jónevű londoni Simpson’s áruházlánc örökösnőjét. Három gyermekük született, Joshua Andrews, Jessica Andrews és Amy-Samantha Andrews. A család társadalmi állása igen magas, szoros kapcsolatokat ápolnak a királyi családdal is.

## Főbb filmszerepei
- 1972: Dixon of Dock Green, tévésorozat; egy epizódban; Paul Richards
- 1972: Doomwatch, tévésorozat, két epizódban; Carlos
- 1972: A War of Children, tévéfilm; Reg Hogg
- 1974: A királynő törvényszéke (QB VII), tévés-minisorozat; Stephen Kelno
- 1974: Copperfield Dávid (David Copperfield), tévé-minisorozat; Steerforth
- 1975: Operation: Daybreak; Jozef Gabcík
- 1975: Upstairs, Downstairs; tévésorozat; Robert Stockbridge márki
- 1978: Rómeó és Júlia (Romeo and Juliet); tévéfilm; Mercutio
- 1978: Sok hűhó semmiért (Much Ado About Nothing), tévéfilm; Claudio
- 1979: Danger UXB, tévésorozat; Brian Ash tűzszerész
- 1981: Szerelemhajó (The Love Boat), tévésorozat; Tony Selkirk
- 1981: Utolsó látogatás (Brideshead Revisited), tévé-minisorozat; Sebastian Flyte
- 1982: Ivanhoe, tévéfilm; Wilfred of Ivanhoe
- 1982: Vörös Pimpernel (The Scarlet Pimpernel), tévéfilm; Sir Percy Blakeney / a Vörös Pimpernel
- 1983: Gyöngyöző cián (Sparkling Cyanide), tévéfilm; Tony Browne
- 1984: A vulkán alatt (Under the Volcano); Hugh Firmin
- 1985: A.D.; tévé-minisorozat; Néró császár
- 1985: A Holcroft egyezmény (The Holcroft Covenant); Johann von Tiebolt / Jonathan Tennyson
- 1987: Az ausztrál könnyűlovasság (The Lighthorsemen); Richard Meinertzhagen őrnagy
- 1988: A nő, akit szeretett (The Woman He Loved); Eduárd walesi herceg
- 1988: Hanna háborúja (Hanna’s War); McCormack
- 1989: Columbo, tévésorozat; egy epizódban; Elliott Blake
- 1989: Dr. Jekyll és Mr. Hyde különös esete (The Strange Case of Dr. Jekyll and Mr. Hyde), Nightmare Classics tévésorozat; Dr. Henry Jekyll / Mr. Edward Hyde
- 1990: A gyilkos keze (Hands of a Murderer), tévéfilm; James Moriarty professzor
- 1991: Lost in Siberia (Zatyerjannij v Szibiri), Andrej Miller (producer is)
- 1992: Drágakövek (Jewels), tévé-minisorozat; William Whitfield
- 1995: Megkísértve (Haunted); Robert Mariell (producer is)
- 1996: Mesék a kriptából VII. (Tales from the Crypt VII.), tévésorozat; Jonathan
- 2000: Copperfield Dávid (David Copperfield); Mr. Edward Murdstone
- 2001: Szerelem hideg éghajlat alatt (Love in a Cold Climate), tévé-minisorozat; fiú
- 2003: Cambridge kémei (TV Mini Series), tévé-minisorozat; VI. György király
- 2004: Titkok kertjei (Rosemary & Thyme), tévésorozat, egy epizódban; Richard Oakley
- 2006: Balhüvelykem bizsereg (By the Pricking of My Thumbs), Miss Marple tévésorozat; Tommy Beresford
- 2010: A király beszéde (The King’s Speech); Stanley Baldwin
- 2012: Madárdal (Birdsong), tévé-minisorozat; Barclay ezredes
- 2019: The Professor and the Madman; Benjamin Jowett
- 2020: The English Game, tévé-minisorozat; Lord Kinnaird

## Elismerései
- 1982: BAFTA-díj a legjobb férfi főszereplőnek, az Utolsó látogatás tévésorozatban nyújtott alakításáért
- 1982: Emmy-díjra jelölés, a legjobb férfi sorozat-főszereplőnek, az Utolsó látogatás-ban nyújtott alakításáért
- 1983: Golden Globe-díj a legjobb férfi sorozat-főszereplőnek, az Utolsó látogatás-ban nyújtott alakításáért
- 1993: Golden Globe-díjra jelölés, a legjobb férfi sorozat-főszereplőnek, Drágakövek (Jewels) sorozatban nyújtott alakításáért